# シャーウィン・ローゼン
シャーウィン・ローゼン（Sherwin Rosen、1938年9月29日 - 2001年3月17日）は、アメリカ合衆国の経済学者である。シカゴ大学教授であり、労働経済学の専攻であった。シカゴ学派といわれる。

## 略歴
- 1938年 生まれる。
- 1960年 パデュー大学（インディアナ州ウェストラファイエット）を卒業する（B.S.）。
- 1962年 シカゴ大学よりA.M.を得る。
- 1966年 シカゴ大学よりPh.D.を得る。
- 1964年 ロチェスター大学で教え始める。
- 1975年 ロチェスター大学教授（the Kenan Professor of Economics）となる。
- 1977年 シカゴ大学教授となる。
- 1983年 シカゴ大学教授（the Edwin A. and Betty L. Bergman Professor）となる。
- 1988年 - 1994年 シカゴ大学経済学部長となる。
- 1992年 シカゴ大学教授（a Distinguished Service Professor）となる。
- この他、アメリカ芸術科学アカデミー、計量経済学会、米国科学アカデミーの会員となる。
- 2001年 アメリカ経済学会長を務める。
- 2001年3月17日 大学のBernard Mitchell Hospitalで死去（62歳没）。

## 業績
- 「スーパースターの経済学」（1981年）
- スーパースター効果・・・ある企業が、ある分野の技術進歩によって大きな市場を獲得すると、大きな収益を得ることができる。他社は、その分野について分配が減る。
- マーケットでは、資質、才能、努力などのわずかな違いによって、収入が大幅に違ってくる。例えば、トップクラスのスポーツ選手や芸術家において、絶対的能力の客観的な相違はわずかでも収入の違いはとてつもなく大きい。

## 家族
- 妻Sharonのほか、Jennifer LynnとAdria Jill Rosen Zuritaという二人の娘がいる。

## 著作
- "Learning and Experience in the Labor Market", 1972, Journal of Human Resources
- "Hedonic Prices and Implicit Markets: Product differentiation in pure competition", 1974, JPE
- A Disequilibrium Model of Demand for Factors of Production, with M.I. Nadiri, 1974.
- "The value of Saving a Life: evidence from the labor market", with R. Thaler, 1975, in Terleykyj, editor, Household Production and Consumption
- "Education and Self-Selection", with R. Willis, 1979, JPE
- "Rank-Order Tournaments as Optimum Labor Contracts", with E. Lazear, 1981, JPE